# Кинески алигатор
Кинески алигатор (Alligator sinensis) је гмизавац из реда Crocodylia. Данас се среће само у доњем току реке Јангцекјанг.

## Размножавање
Као и све врсте из реда крокодила, женка гради "гнездо" од мешавине биљног материјала и блата и у њега полаже до 70 јаја. Биљни материјал процесом труљења развија топлоту која греје јаја. Инкубација траје око 10 недеља. Мајка за све то време чува легло и ретко се од њега удаљава, а и тада само кратко. Кад се младунци излегу, мајка их пажљиво преноси преко воде, где живи са њима неколико месеци.
Свађа младунаца одређује температура унутар легла у време инкубације. При температури нижој од 30 °C излећи ће се само женке, док ако температура буде око 34° из свих ће се јаја излећи мужијаци. Ако је темпаратура између тих граница, легло ће бити мешано.

## Прехрана
И кинески алигатор је, као и све врсте тог рода, месождер. Младе животиње се хране кукцима, док касније једу све што у свом животном окружењу могу уловити.

## Статус угрожености
Он је не само једна од најугроженијих врста алигатора, него једна од најугроженијих животиња на Земљи. Данас постоји око 100 јединки у Кини.

## Станиште
Станишта врсте су мочварна и слатководна подручја.

## Начин живота
Кинески алигатор прави подземне пролазе и гнезда.